# Robert Montgomery (rugbysta)
Robert Montgomery (ur. 1 lutego 1866 w Belfaście, zm. 10 marca 1949 w Exmouth) – irlandzki rugbysta, reprezentant kraju.
W latach 1887–1892 rozegrał w Home Nations Championship pięć spotkań dla irlandzkiej reprezentacji zdobywając cztery przyłożenia, które wówczas nie miały jednak wartości punktowej.